# Forcipomyia antiguensis
Forcipomyia antiguensis är en tvåvingeart som beskrevs av Saunders 1956. Forcipomyia antiguensis ingår i släktet Forcipomyia och familjen svidknott. Inga underarter finns listade i Catalogue of Life.